# Parc Łazienki
Le parc Łazienki (en polonais: Park Łazienkowski ou Łazienki Królewskie) (« parc des Bains »), est un parc urbain de 76 hectares situé dans la ville de Varsovie en Pologne. C'est le plus grand parc de la ville ; il se trouve dans le quartier Śródmieście, à l'est de l'Aleje Ujazdowskie, et au sud de la route royale (Droga Królewska), qui relie le Palais royal à Wilanów. Il donne au nord sur le parc Ujazdowski, situé au nord de l'Agricola.
Au milieu du XVIe siècle, le domaine de Łazienki fut intégré dans les domaines de la reine Bona Sforza, qui fit construire un manoir en bois avec un jardin à l'italienne. En 1624, le roi Sigismond III Vasa fit ériger le château d'Ujazdów au nord de l'actuel parc de Łazienki. La plupart des bâtiments du parc de Łazienki furent conçus au XVIIe siècle par Tylman van Gameren dans le style baroque pour le commandant militaire Stanisław Herakliusz Lubomirski, y compris un pavillon de bain orné qui donna son nom aux jardins (Łazienki = « bains » en polonais). En 1764, le roi Stanisław II Auguste obtint Ujazdów et remodela considérablement les jardins. En 1918, après la reprise de l'indépendance de la Pologne, Łazienki fut officiellement désigné parc public.
La flore et la faune du parc comprennent plus de 9 500 arbres et des populations de paons et d'écureuils roux. Le Belvédère, un palais historique devenu l'une des résidences officielles du président de la Pologne, borde le côté sud du parc.

## Histoire
Les jardins, de style baroque, ont été dessinés au XVIIe siècle par Tylman van Gameren, sur commande de Ujazdów Stanisław Lubomirski. Ils doivent leur nom à des bains qui se trouvaient jadis en ce lieu. En 1764, année de son élection au trône, le roi Stanisław August Poniatowski acquit le jardin du palais.
Le Palais sur l'île (voire infra) était le théâtre des fameux déjeuners du jeudi (en), auxquels le roi Stanislas II Auguste invitait des érudits, des écrivains et des poètes. Łazienki était à cette époque un centre culturel important qui prospéra grâce au soutien de Stanislas Auguste, mécène des beaux-arts et propagateur de la science et de l'apprentissage. En tant que complexe de palais et de jardins, Łazienki reflétait le style classique répandu en Europe au cours de la seconde moitié du XVIIIe siècle. Mais il se distinguait par son caractère pittoresque et sa diversité, c'est pourquoi le classicisme (également présent dans les intérieurs du château d'Ujazdów conçus par le roi) est devenu connu sous le nom de style de Stanislas Auguste.
L'occupation nazie fut une période tragique pour Łazienki. En 1939, le palais fut fermé aux Polonais et les bâtiments historiques furent occupés par l'armée allemande. Vers la fin décembre 1944, avant d'évacuer le palais, les nazis arrosèrent ses murs d'essence et mirent le feu au complexe. Dans les murs noircis du bâtiment, ils percèrent environ mille trous pour y placer de la dynamite afin de le faire exploser comme ils l'avaient fait pour le Château royal de Varsovie, sans succès.
Après la Seconde Guerre mondiale, un projet de reconstruction ardu du complexe royal de Łazienki, qui devait durer près de deux décennies, fut lancé. Les sept premières chambres du rez-de-chaussée du palais furent ouvertes au public en 1960 ; et en 1965 ce fut tout le premier étage. Heureusement, la Maison Blanche, le palais Myślewicki et le théâtre de l'ancienne orangerie furent épargnés par toute destruction grave pendant la guerre. Néanmoins, ils nécessitèrent une restauration complète, car ils étaient endommagés. Actuellement, ils sont entièrement rénovés et ouverts aux visiteurs. L'amphithéâtre, le bâtiment des eaux et la salle des cadets, qui abrite depuis peu le musée Ignacy Jan Paderewski, ont également été restaurés. Ce complexe historique de palais et de jardins, situé aujourd'hui au centre-ville, remplit diverses fonctions culturelles et est régulièrement visité par de nombreux touristes nationaux et étrangers ainsi que par les habitants de Varsovie.

## Éléments architecturaux

### Le palais sur l'île

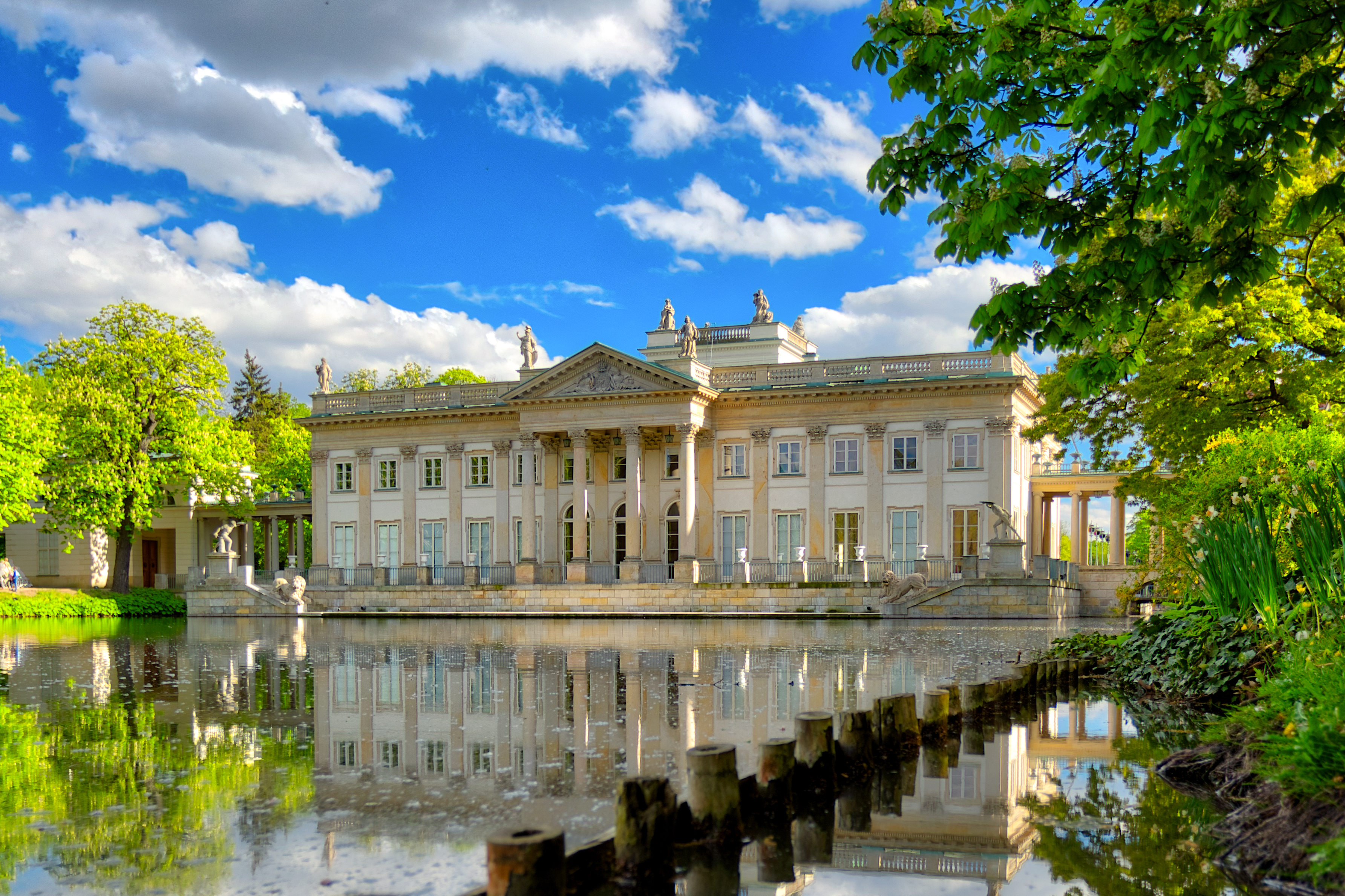
Façade nord du palais.

Le bâtiment principal de Łazienki est le Palais sur l'île (en polonais Pałac Na Wyspie). Il s'agissait à l'origine d'un établissement de bains baroque construit vers 1680 par Lubomirski d'après les plans de Tylman van Gameren, l'architecte le plus remarquable de Pologne à cette époque. La structure de forme carrée avait une saillie à trois côtés sur sa façade nord. À l'intérieur se trouvait une salle ronde avec une fontaine et surmontée d'une coupole éclairée par le haut par des lanternes. Les murs étaient constellés de galets, de coquillages afin de figurer une grotte marine. À côté se trouvait une salle de bains dont les murs étaient ornés de bas-reliefs. L'intérieur du bâtiment ainsi que sa façade extérieure étaient richement décorés de stuc, de sculptures et de peintures murales. Une partie des décorations originales a survécu sur le mur d'entrée du portique à colonnes. L'inscription latine à lire comme un rébus est également d'origine. En traduction, il est écrit : « Cette maison déteste le chagrin, aime la paix, offre un bain, recommande une vie idyllique et souhaite accueillir les hommes honnêtes. »
Dans une large mesure, les décorations du hall d'entrée principal, de la Chambre de Bacchus et de la Chambre des Bains, toutes datant de l'époque de Lubomirski, ont survécu. Stanislas Auguste s'est intéressé pour la première fois à l'ancien Bain en 1772. Au début, certains intérieurs ont été restaurés et transformés en logements. Cela coïncidait avec la tendance à la mode à l'époque de fuir les manoirs palatiaux pour des demeures rurales isolées. En 1777, le premier changement considérable dans l'apparence du Bain eut lieu : un étage supplémentaire fut ajouté au bâtiment avec une suite de couchage pour le roi Stanislas Auguste. Au rez-de-chaussée, une salle à manger a été créée qui avait déjà une apparence classique. Des galeries chinoises avec de petits ponts ont été ajoutées des deux côtés du bâtiment principal, la galerie occidentale menant à ce qui allait bientôt devenir la Promenade Royale. En 1784, une reconstruction plus importante des Bains fut entreprise selon les plans de Domenico Merlini (en). Deux nouvelles annexes furent construites du côté sud, reliées par une rangée de quatre colonnes. La façade classique fut recouverte de dalles de grès. Quatre ans plus tard, deux nouveaux segments légèrement en retrait du sud furent ajoutés de chaque côté. Du côté nord, ils faisaient partie de la nouvelle façade nord monumentale qui présentait un portique à colonnes couronné d'un tympan triangulaire. L'ensemble de l'élévation fut couronné d'un attique en pierre orné de sculptures d'André-Jean Lebrun,.

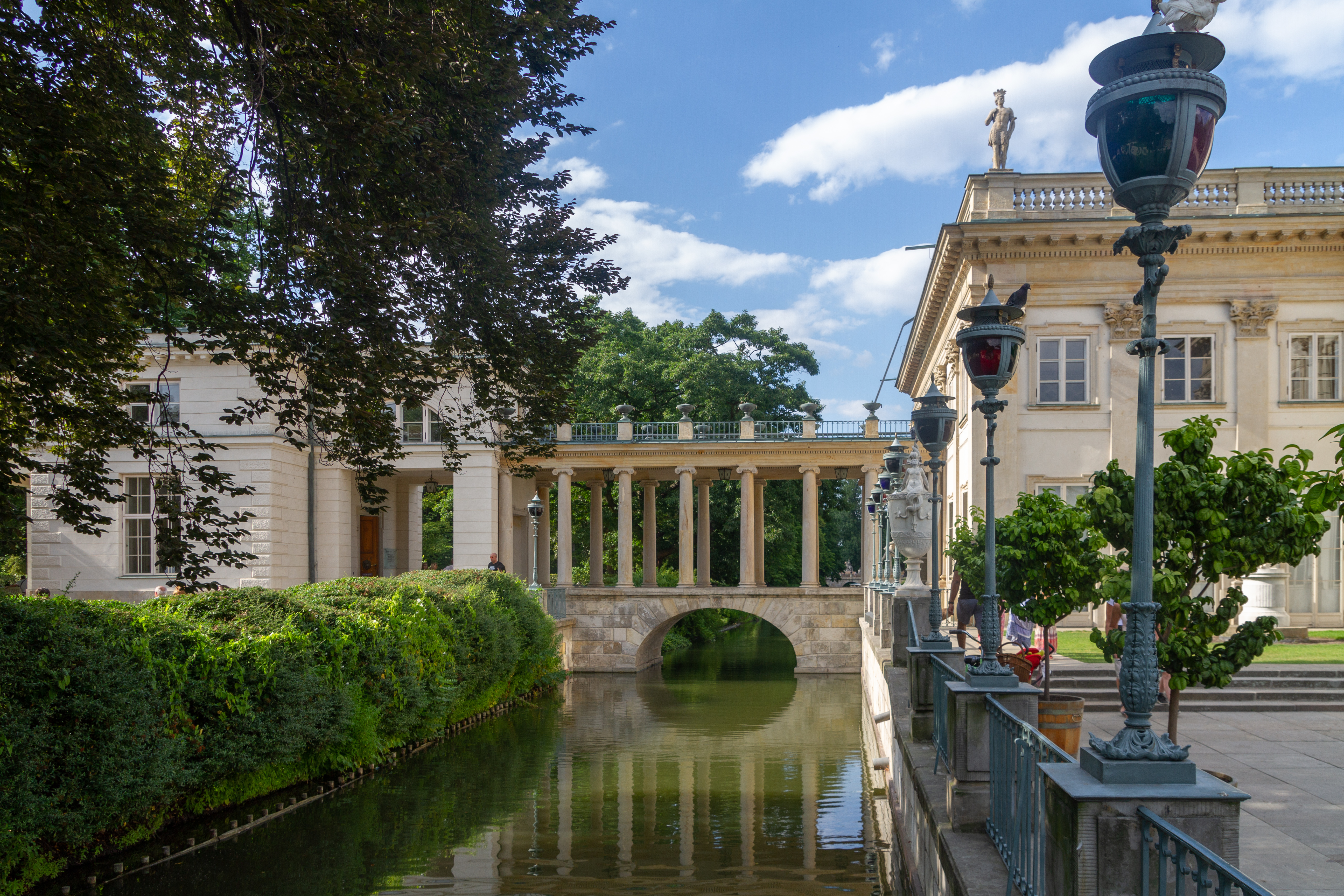
Pont traversant le chenal pour mener au palais.

En 1793, deux pavillons supplémentaires furent construits. Ils étaient reliés au palais par de petits ponts à galeries à colonnes. Les modifications extérieures furent accompagnées de travaux sur les intérieurs, dont la plupart reçurent un aspect de style classique.
Une salle de bal à deux niveaux avec des décorations conçues par Johann Christian Kamsetzer fut achevée en 1793 ; elle constituait un exemple exceptionnel du style classique en Pologne. L'axe de la composition était mis en valeur par deux cheminées monumentales en marbre en forme de portiques muraux, avec des statues d'Apollon et d'Hercule Farnèse contre les murs plus courts. Les murs longs, de marbre blanc, étaient décorés de panneaux verticaux peints par Jan Bogumił Plersh dans le style des grotesques de Raphaël au Vatican. L'or était la couleur dominante dans toutes les pièces, en particulier dans la salle de Salomon. Le plafond, les moulures des lits et les deux murs longs étaient ornés de peintures de Marcello Bacciarelli illustrant la vie du roi Salomon. C'est également à cette époque que l'intérieur de l'ancienne grotte baroque au centre du bâtiment fut transformé en quelque chose d'exceptionnellement monumental et sérieux. Les murs étaient recouverts de stuc doré, gris et blanc et étaient divisés par des demi-colonnes (entre lesquelles on entrait dans les locaux voisins) ainsi que par quatre niches contenant les statues en marbre des plus grands monarques polonais : Casimir III le Grand, Étienne Báthory, Sigismond III et Jean III Sobieski. La coupole contenait quatre tondos peints par Bacciarelli symbolisant les quatre vertus incarnées par les monarques : le courage, la sagesse, la justice et la miséricorde. Elles dissimulèrent (en 1795) des fresques antérieures de Plersch illustrant les heures de la journée.
Parmi les autres pièces du rez-de-chaussée se trouvent également la salle des portraits et la galerie de tableaux, considérablement plus grande, avec des tableaux collectionnés au fil du temps par les rois et les reines. Une petite chapelle fut également érigée au rez-de-chaussée. Elle était surmontée d'une coupole ovale et les murs étaient divisés par des pilastres et des panneaux recouverts de stuc multicolore. Le premier étage comprend une suite et un bureau, la galerie de tableaux, une chambre royale, une bibliothèque et les quartiers de certains domestiques.

### L'amphithéâtre sur l'île

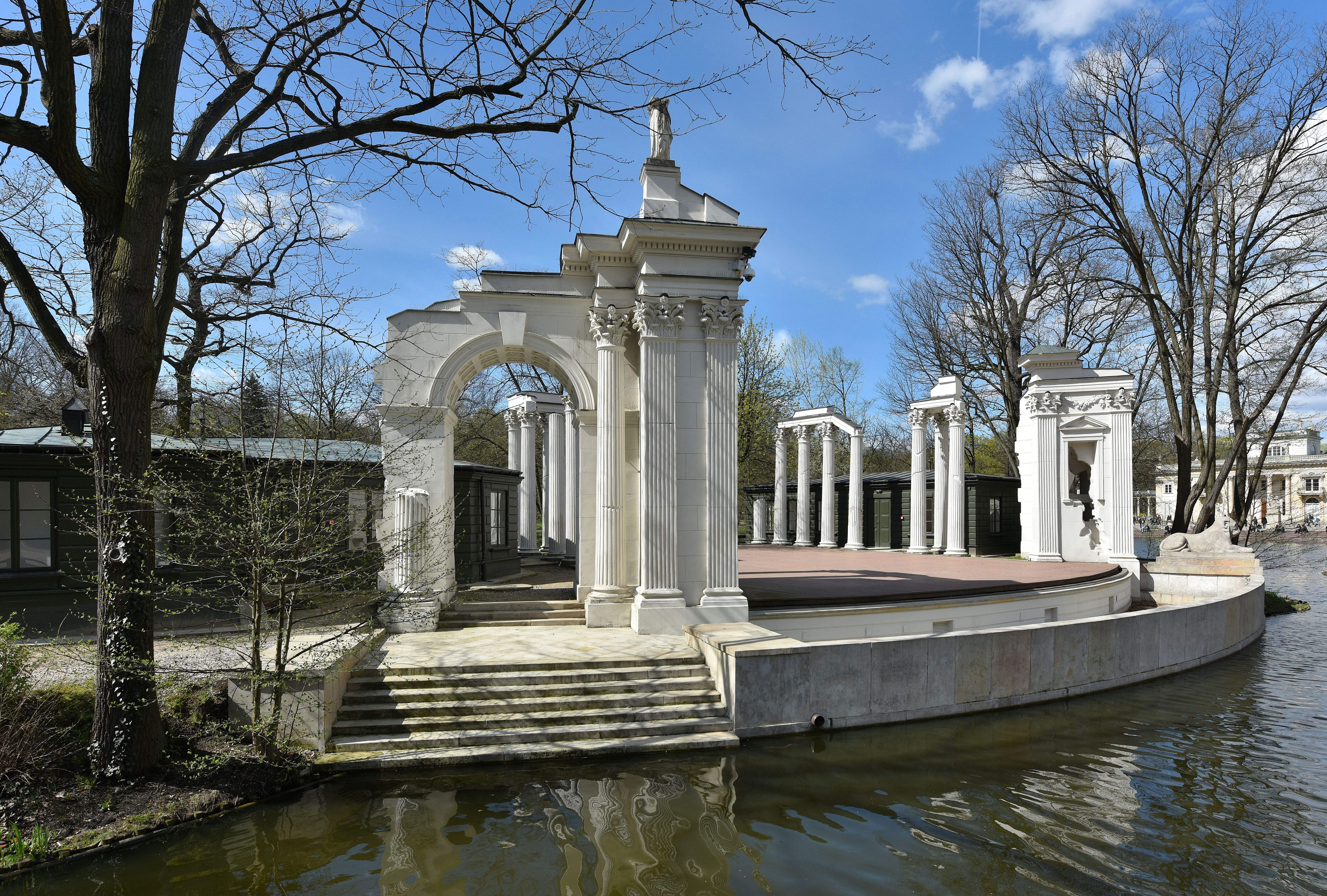
L'amphithéâtre et la scène sur l'île.

L'amphithéâtre classique, inspiré de l'architecture grecque et romaine antique, a été construit sur la rive du lac Łazienki, séparé par un étroit chenal de la scène, sise sur une petite île juste en face. L'amphithéâtre a été construit entre 1790 et 1793 par Jan Chrystian Kamsetzer. Il est orné de seize statues représentant des poètes, dramaturges et penseurs célèbres de l'Antiquité et des XVIe et XVIIe siècles. En 1922, leur nombre est redescendu à huit.
La scène, située sur une île, a été modelée sur l'antique Herculanum et présente des décorations imitant les ruines du Forum romain. Des pièces y sont toujours données.

### La petite maison blanche

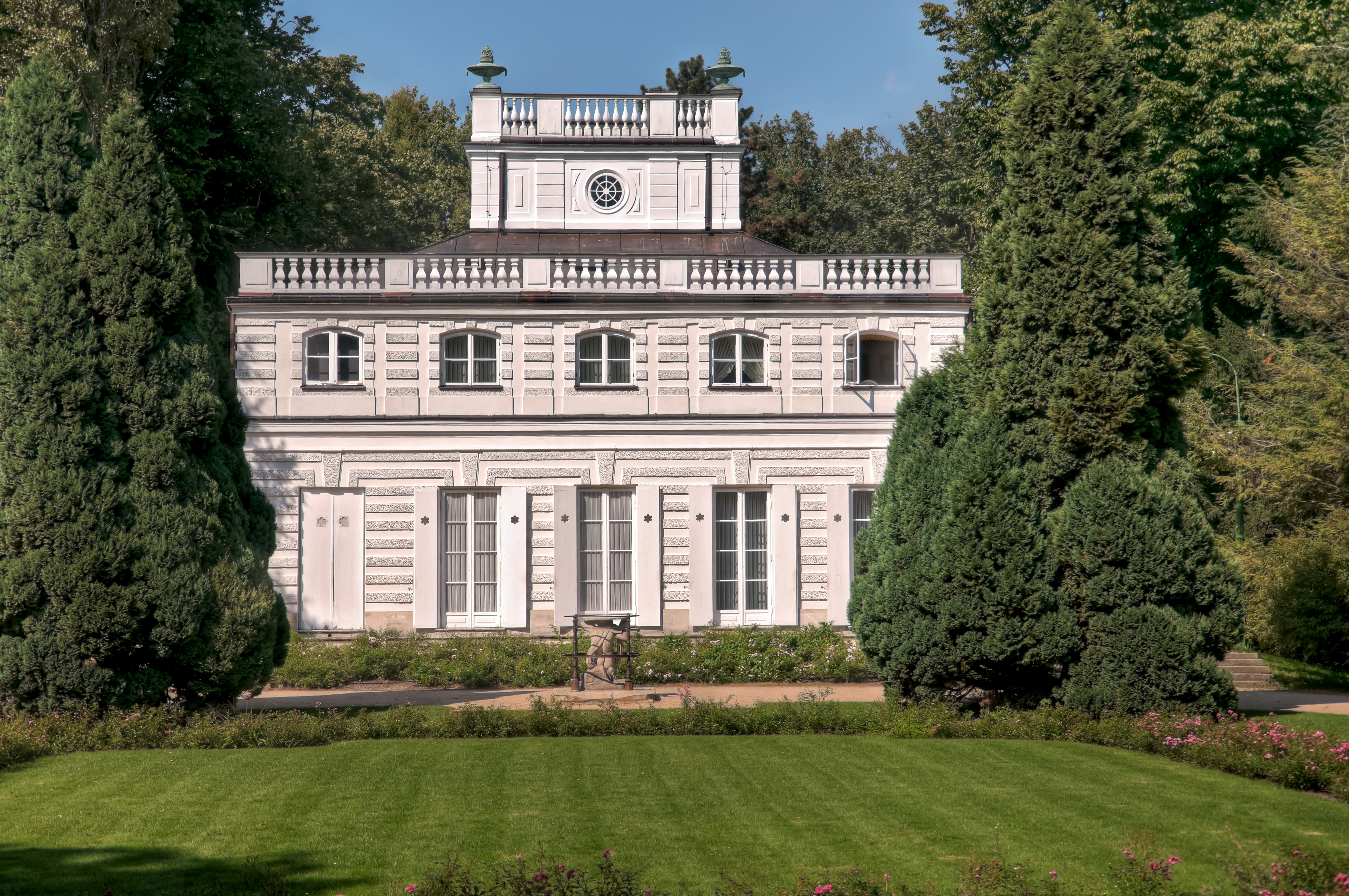
La petite maison blanche.

La Petite Maison Blanche (Biały Domek) est une villa construite entre 1774 et 1776 par Domenico Merlini. Elle hébergea la maîtresse du roi Poniatowski et, pendant un temps, Louis XVIII, qui y vécut de 1801 à 1805 pendant son exil de France. Construite selon un plan carré, elle présente des façades identiques, ornées de moulures, d'un grenier et d'un petit pavillon au sommet. Les intérieurs ont été décorés par les peintres polonais Jan Ścisło et Jan Bogumił Plersch.
Bien que la Petite Maison Blanche ait été dévastée par les Allemands pendant la Seconde Guerre mondiale, une grande partie de son mobilier intérieur a survécu. Les plus intéressants comprennent des peintures grotesques dans la salle à manger, du papier peint chinois du XVIIIe siècle dans le salon, le lit du roi dans la chambre à coucher et une armoire en forme de tonnelle avec des peintures en trompe-l'œil de Plersch.

### Le palais Myślewicki

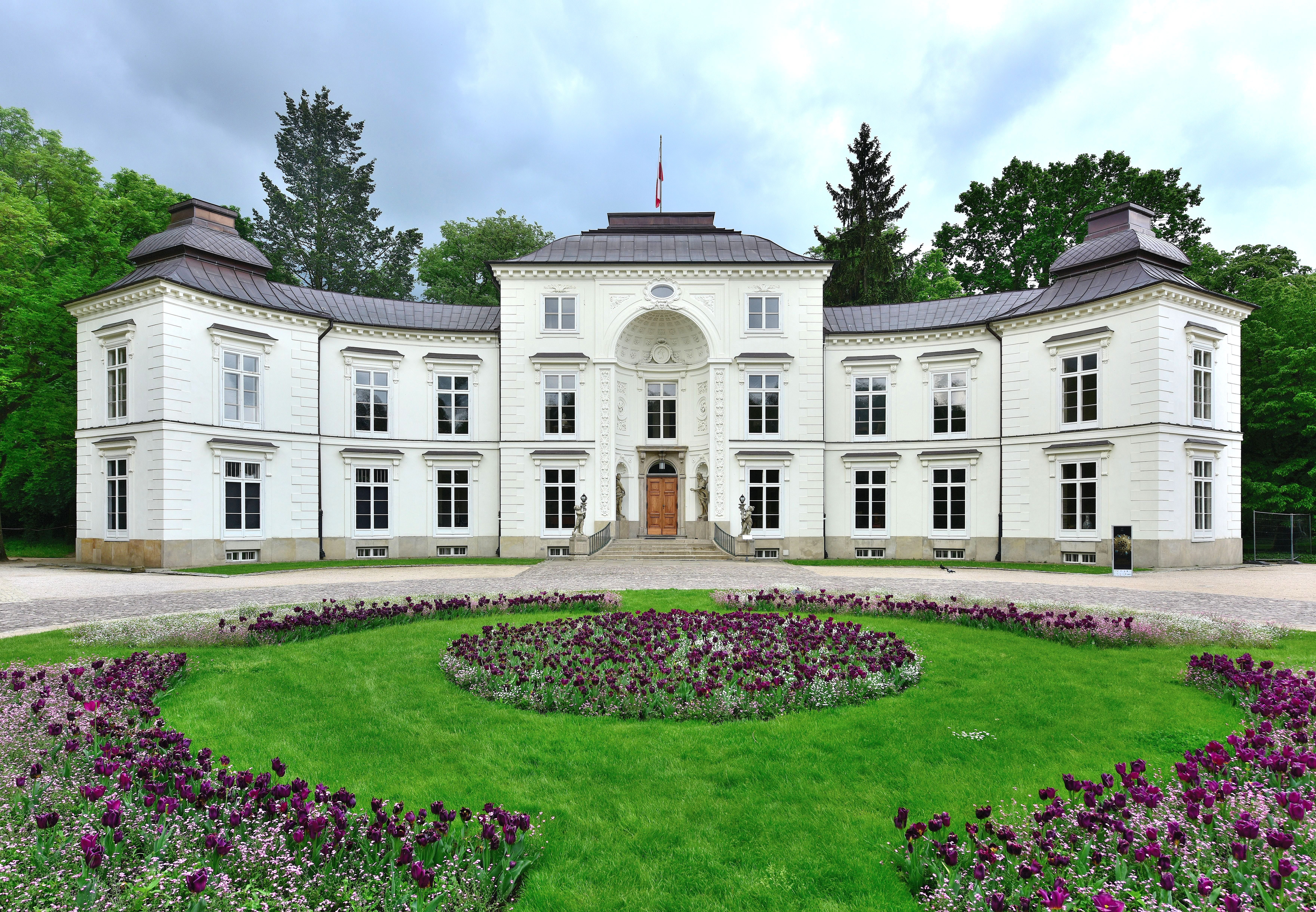
Le palais Myślewicki.

Le palais, qui doit son nom au village aujourd'hui disparu de Myślewice, se dressait au bout d'une route menant à la ville. À l'origine (en 1775), il était conçu comme une villa d'un étage située sur une place. En 1777, à côté de l'entrée principale du bâtiment, mises en valeur par des lanternes portées par des sculptures d'enfants, les statues de Zéphyr et de Flore furent enchâssées dans deux niches plus petites.
Avant que le bâtiment ne soit achevé, des ailes en quart de cercle furent ajoutées de chaque côté, se terminant par des pavillons d'un étage couverts de toits du style chinois alors à la mode. Plusieurs années plus tard, un étage fut ajouté aux pavillons. L'édifice, conçu par Merilini, prit l'apparence d'un manoir classique. La tradition veut que le roi l'ait offert à son neveu, le prince Józef Poniatowski.
Le manoir a survécu à la Seconde Guerre mondiale et de nombreux éléments de son intérieur ont conservé leur décoration d'origine. Au rez-de-chaussée, on peut remarquer l'ancienne salle à manger (aujourd'hui un salon) avec des scènes de Rome et de Venise peintes par Plersch. À côté (côté ouest) se trouve l'ancienne salle de bains aux murs en marbre et au plafond peint par Plersch, représentant Zéphyr et Flore. Une autre pièce de la suite ouest est ornée de sept vues fantaisistes de ruines antiques sur fond de paysage romantique peintes par Antoni Herliczek. Les murs de la chambre suivante sont décorés de médaillons peints représentant des amours en chasse. Au deuxième étage, seul le décor du petit bureau a survécu. Ses murs sont ornés de panneaux gris-vert dans lesquels ont été tissés des médaillons incorporant la personnification de l'apprentissage et de l'art.

### L'ancienne orangerie

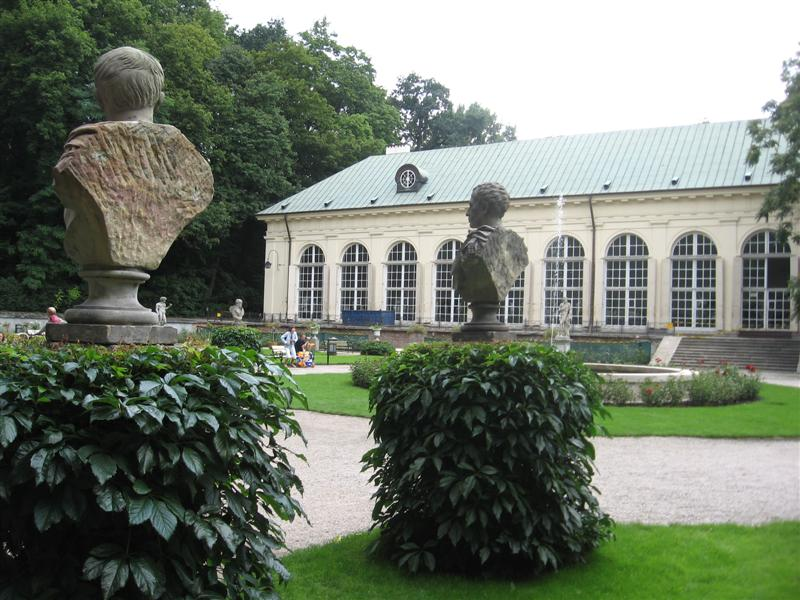
L'ancienne orangerie.

L'ancienne Orangerie a été érigée entre 1786 et 1788 en forme de fer à cheval rectangulaire, la façade sud de la structure centrale étant divisée par des pilastres et de grandes fenêtres à arcades. Les ailes adjacentes à l'ouest étaient les quartiers des jardiniers et du personnel. Dans l'aile considérablement plus grande à l'est, un théâtre a été installé avec une entrée au premier étage. En raison de son intérieur richement décoré qui a survécu jusqu'à l'époque moderne, c'est l'un des rares exemples au monde d'un authentique théâtre de cour du XVIIIe siècle.
La salle de théâtre et de forme carrée pouvait accueillir environ 200 personnes et comprenait un rez-de-chaussée où des bancs étaient disposés en U ainsi que trois loges sur chaque mur donnant sur le rez-de-chaussée. Les murs entre les loges étaient divisés par des paires de pilastres, entre lesquels étaient placées des statues représentant des femmes tenant des bougies. Les statues furent réalisées par André Le Brun, assisté de Jakub Monaldi et de Joachim Staggi. Au-dessus des loges réelles, des statues furent peintes, suggérant l'existence d'un autre étage de loges remplies d'un public courtois et élégamment vêtu. Le tableau fut réalisé par Plersch, qui avait également peint au-dessus de la scène ce qui semblait être des bas-reliefs d'armoiries avec le blason de la République des Deux Nations au centre.

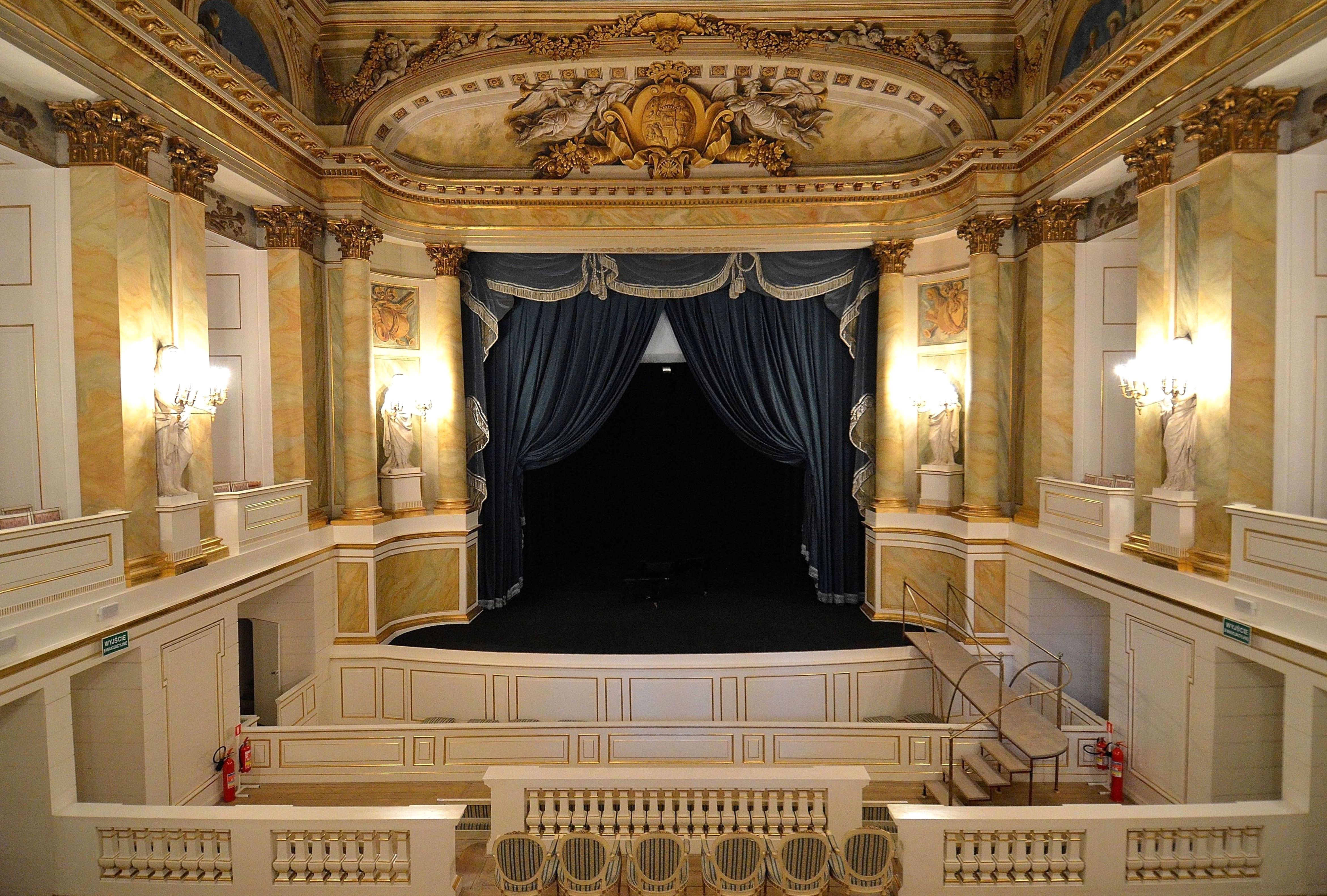
Vue du théâtre de l'ancienne orangerie.

Plersch a également peint sur le plafond une représentation d'Apollon dans un quadrige. Le tableau est placé dans un cadre circulaire au-delà duquel s'étendent des médaillons à effet de bas-relief à l'effigie des grands dramaturges qu'étaient Sophocle, Shakespeare, Molière et Racine. L'intérieur du théâtre a été construit entièrement en bois pour assurer une excellente acoustique. La scène a un plancher incliné et présente des fragments de l'équipement d'une ancienne salle des machines. De chaque côté de la scène, des loges d'acteurs à trois niveaux ont été retrouvées. Dans l'aile ouest de l'ancienne Orangerie ainsi que dans les couloirs qui courent le long de son tronc principal, une galerie de sculptures polonaises a été aménagée ; sont exposées des œuvres datant du XVIe siècle jusqu'en 1939. Seules quelques sculptures des XVIe et XVIIe siècles ainsi que de la première moitié du XVIIIe siècle sont exposées ; elles peuvent être admirées dans la salle 1. La salle suivante contient des sculptures de la deuxième moitié du XVIIIe siècle, dont des œuvres de Jan Jerzy Plersch (le père de l'artiste), Franciszek Pinck, et André Le Brun. Datant du milieu du XIXe siècle, on trouve des œuvres d'artistes tels que Paweł Maliński (en), premier professeur de la chaire de sculpture de l'Université de Varsovie, Jakub Tatarkiewicz (en), Władysław Oleszczyński (en), un représentant éminent de l'école romantique, ainsi que Marceli Guyski et Henryk Sattler, le fils du peintre Korneli.

### La nouvelle orangerie

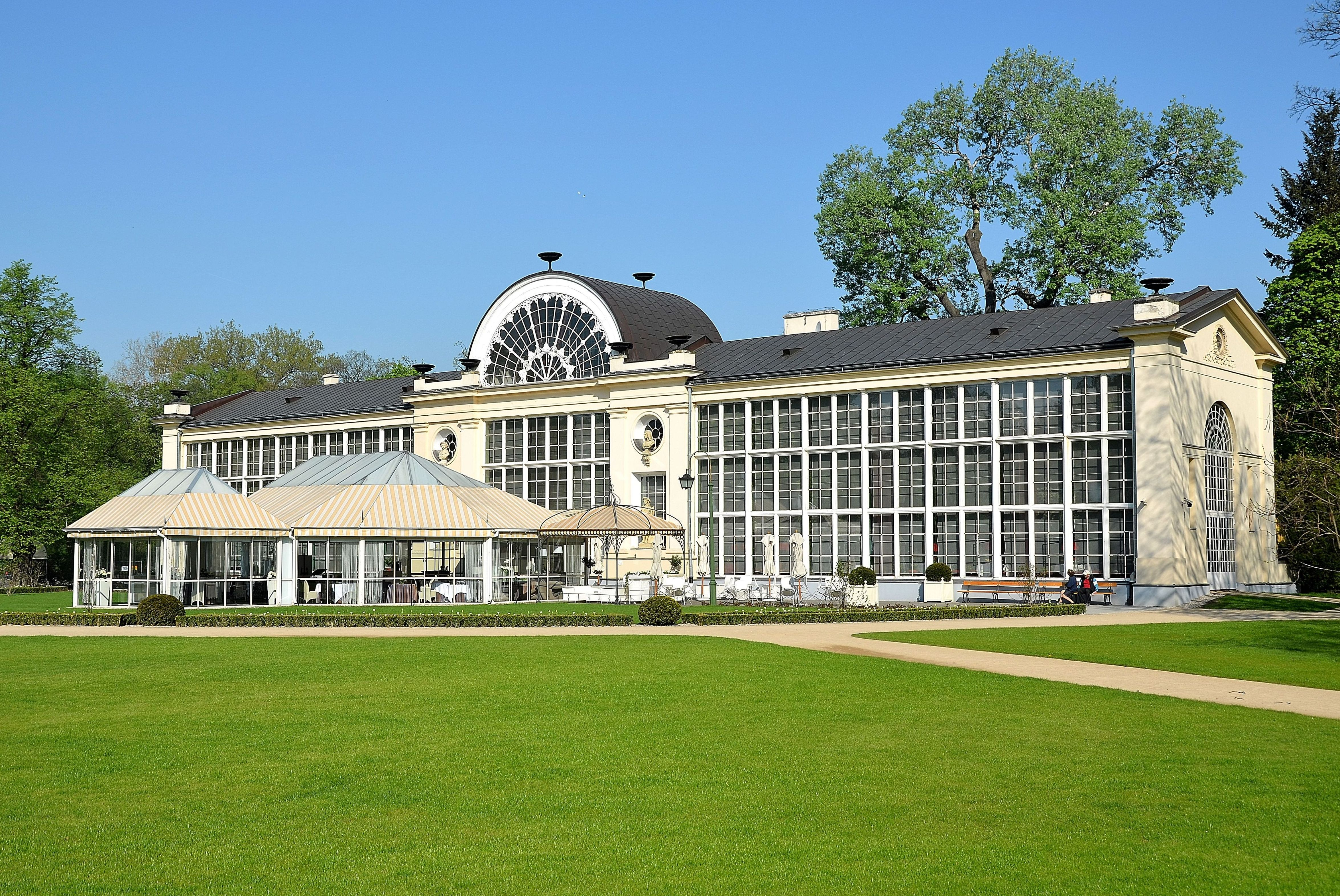
La nouvelle orangerie.

Le bâtiment a été construit par Adam Adolf Loewe et Józef Orłowski en 1860. De style néoclassique avec des éléments éclectiques, il a été conçu pour abriter la collection d'orangers.
Le bâtiment était nécessaire car le tsar Alexandre II de Russie, qui avait acheté l'une des plus grandes collections de plantes tropicales d'Europe à Nieborów, ne pouvait pas la transporter à Saint-Pétersbourg en raison des conditions climatiques de la région. La fierté de la collection était constituée d'orangers à longue durée de vie (il y en avait 124 dans la collection). Malheureusement, pendant la Première Guerre mondiale, ils furent laissés sans soins appropriés et ont gelé. Le bâtiment se compose d'un hall oblong, avec des murs en verre. Aujourd'hui, il abrite un jardin tropical et un restaurant dans l'aile nord.

### Le temple de Diane

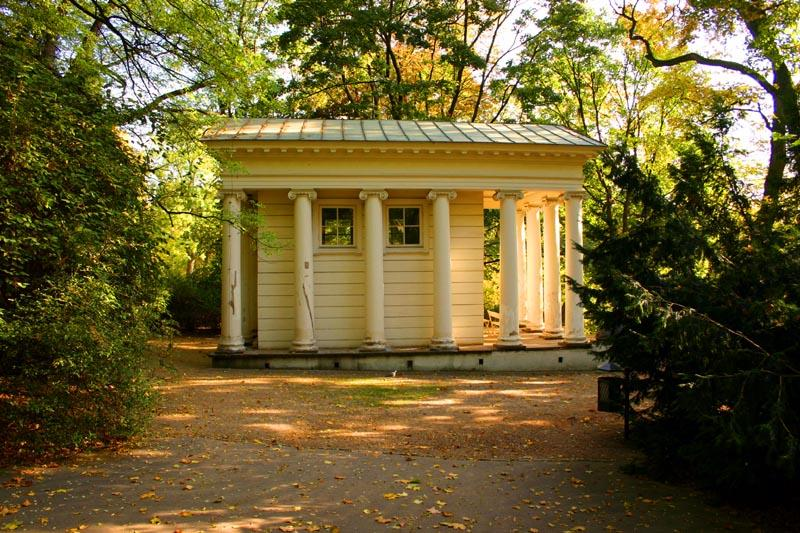
Le temple de Diane.

En 1822, Jakub Kubicki (en) érigea un temple classique dédié à la déesse Diane. Également appelé « Temple de la Sibylle », il se dresse à côté de la partie nord-ouest du lac Łazienki. Le bâtiment en bois est massif et décoré à l'intérieur de peintures murales aux motifs de fleurs et de fruits.

### Le temple égyptien
Un temple égyptien fut également construit en 1822 par Jakub Kubicki, sur la rive sud-ouest du lac Łazienki. Il était situé à côté de la forteresse construite par Stanisław Lubomirski, qui protégeait Varsovie par le sud. En 1771, un pont y fut construit. Pendant l'insurrection de Varsovie, seule la partie nord du temple survécut ; la partie sud n'a jamais été reconstruite.
Le musée du scoutisme est actuellement situé dans le temple.

### Le château d'eau
Le château d'eau est une structure néoclassique, construite en 1777-1778 et en 1822 par Jan Christian Kamsetzer et Chrystian Piotr Aigner (en). Il a été modelé d'après le mausolée de Cæcilia Metella sur la voie Appienne à Rome et abrite actuellement un musée de la joaillerie.

### L'ermitage
Situé à l'extérieur de l'enceinte du parc Łazienki, de l'autre côté de la rue Agrykola, ce petit bâtiment carré est couvert d'un toit mansardé qui cache ses petites pièces à l'étage. L'Ermitage servait autrefois de retraite au maréchal Stanisław Herakliusz Lubomirski. Pendant un temps, une compagne du roi Stanislas Auguste, Madame Teresa Lhuiller, y a vécu. Détruit par un incendie au début de son règne, l'Ermitage a été reconstruit en 1777.
Pendant de nombreuses années après la Seconde Guerre mondiale, le bâtiment a abrité un jardin d'enfants. Aujourd'hui, depuis la restauration de son intérieur, l'Ermitage sert de lieu de concerts, de promotion de livres, de rencontres avec des auteurs et d'autres événements sociaux et culturels.

### L'ancien corps de garde
L'ancien corps de garde, conçu par Kamsetzer, fut construit en 1791-1792 pour les gardes qui protégeaient l'accès au palais. Il se trouve à côté de l'étang nord, au bord de la route. La façade du bâtiment était ornée de quatre colonnes doriques et d'un attique partiellement à balustrade. Bien que de taille modeste, le bâtiment dégage une image majestueuse. Il sert aujourd'hui de lieu d'expositions temporaires.

### Le nouveau corps de garde

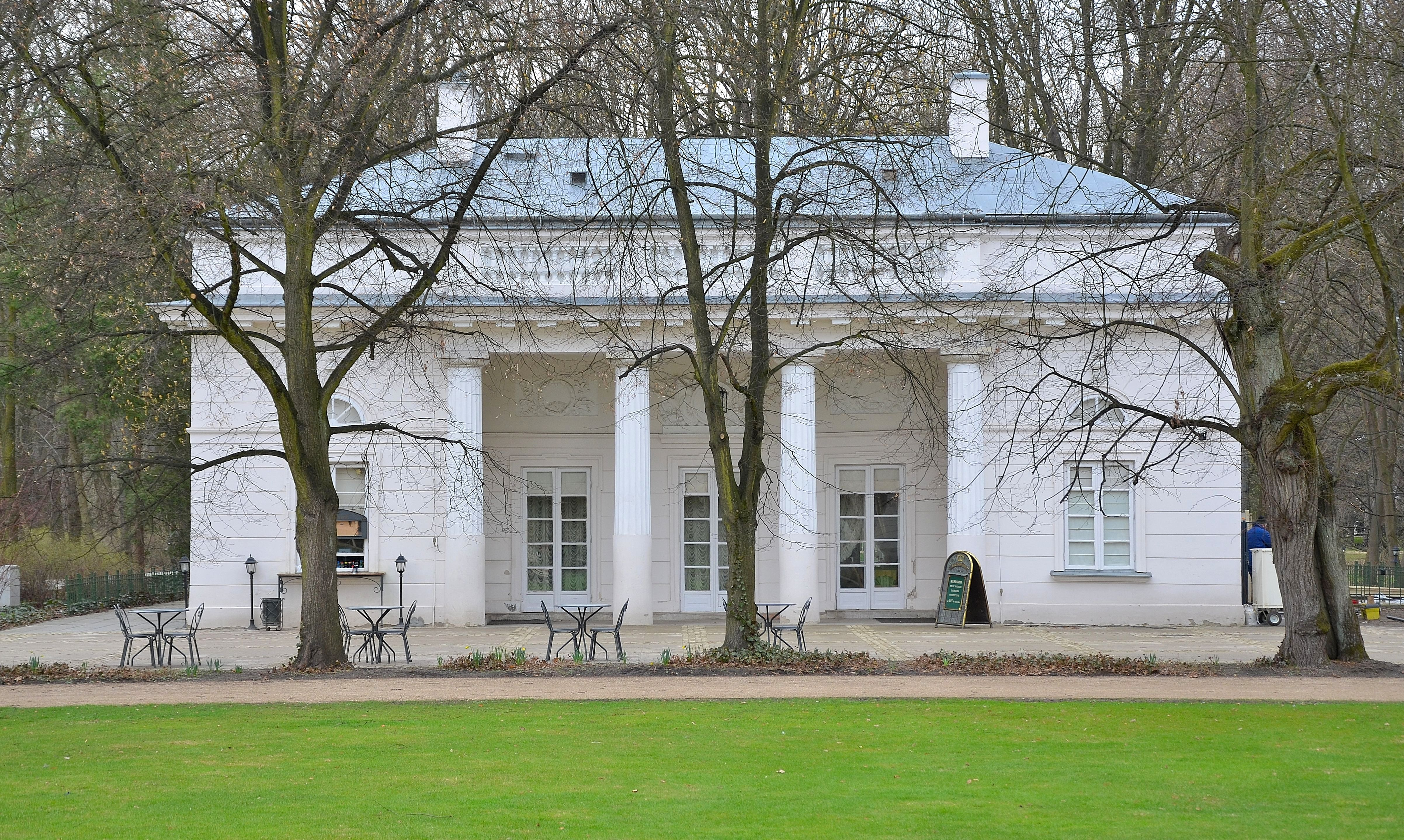
Le nouveau corps de garde.

Le nouveau corps de garde est situé près du côté ouest du palais sur l'île. En 1782, le bâtiment a été transformé en un théâtre appelé le « Petit Théâtre », avec des cabines en bois portables servant de vestiaires aux acteurs. Après la création d'un véritable théâtre dans l'ancienne orangerie, le Petit Théâtre a perdu sa raison d'être. Il a été transformé en un entrepôt où étaient conservées des statues et était donc appelé à l'époque le magasin de marbre.
En 1830, Jakub Kubicki a reconstruit la structure dans le style classique. Entre les segments ajoutés sur le côté est, il a introduit des colonnes avec des fûts partiellement rainurés. Les décorations extérieures comprenaient des cartouches avec des panoplies et des masques de Mars, le dieu de la guerre. Aujourd'hui, le bâtiment abrite un café connu sous le nom de « Trou-Madame ».

### Les écuries et les remises à calèches
Ce bâtiment a été construit entre 1825 et 1826 dans la zone des granges, à l'est des jardins de Łazienki, sur le site d'anciennes constructions en bois. Il a été conçu selon le modèle d'un simple fer à cheval, avec une partie centrale plus élevée (d'un étage) utilisée comme logement du personnel. Les ailes du rez-de-chaussée directement attenantes au bâtiment principal (central) ont été utilisées comme écuries et les ailes latérales comme remises à calèches. Le bâtiment a été conçu par Kulbicki et reflète un style architectural classique ; il abrite aujourd'hui les ateliers des conservateurs.

### La caserne des invalides
Ce bâtiment a été construit en 1825-1826 dans la partie de la grange située au sud des jardins de Łazienki. Ce bâtiment rectangulaire d'un étage se distingue par la sévérité de son architecture. Son concepteur pourrait être Wilhelm Henryk Minter, qui a construit dans les environs des casernes pour hussards, uhlans et cuirassiers aujourd'hui disparues. Il abrite aujourd'hui le musée des chasseurs et des cavaliers.

### La maison de Narutowicz
Entre les écuries et la caserne des invalides se trouve une villa dont la façade est ornée de panneaux ronds, tandis que l'arrière est marqué par une saillie à trois côtés. La structure a été construite dans les années 1830, probablement pour loger des officiers supérieurs de l'armée. Après que la Pologne a recouvré son indépendance à la suite de la Première Guerre mondiale, le bâtiment a servi pendant deux ans de résidence à Gabriel Narutowicz avant que celui-ci ne devienne le premier président de la République polonaise. Aujourd'hui, le bâtiment sert d'école maternelle.
Ce bâtiment ne doit pas être confondu avec la villa de Narutowicz, juste à l'extérieur du parc Łazienki au 23 rue Dworkowa, où Narutowicz a séjourné en tant que président du 11 au 16 décembre 1922, date à laquelle il a été assassiné.

### Le pont avec un monument au roi Jean III Sobieski

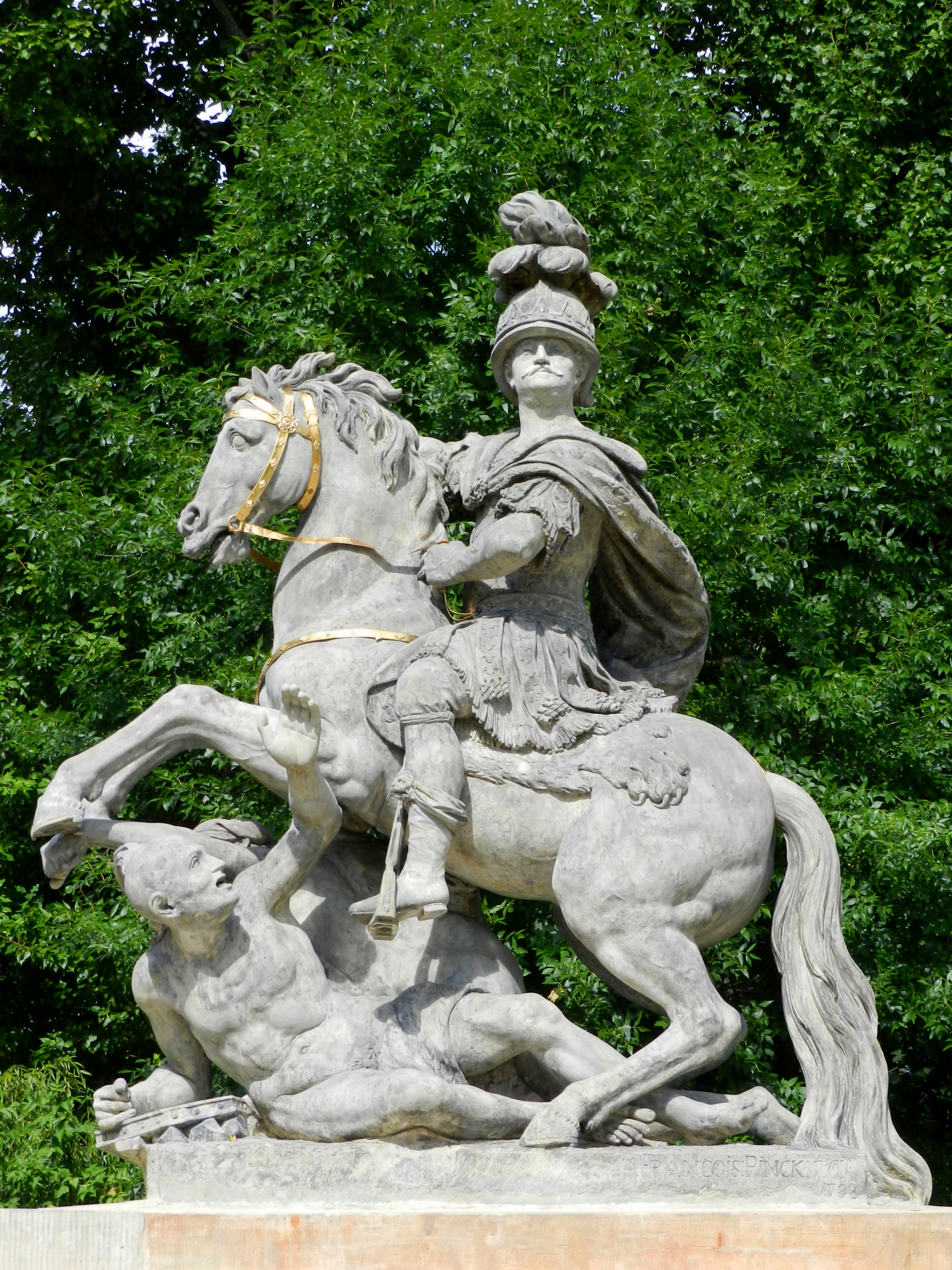
Monument au roi Jean III Sobieski, sur le pont.

Un pont avec un monument au roi Jean III Sobieski ferme la vue depuis les fenêtres nord du palais Łazienki. Le pont, à l'origine à travée unique, recouvert de panneaux de pierre, a été érigé entre 1777 et 1780. En 1877, lorsque le canal a été élargi, deux nouvelles travées ont été ajoutées du côté est. La partie centrale du pont a été conçue par Dominik Merlini.
Le monument au roi Sobieski a été conçu par André Le Brun, qui l'a modelé sur la statue équestre du roi Jean Sobieski à Wilanów. La réalisation de la statue a été facilitée par un bloc de pierre grossièrement taillé, mis de côté à cet effet, qui se trouvait dans la carrière de Szydłowiec depuis l'époque de Sobieski. Le monument représente un cavalier en armure sur un coursier cabré dont les sabots piétinent deux Turcs ottomans. Le monument symbolise la victoire de Sobieski sur les Turcs à la bataille de Vienne (1683).

### La statue de Chopin

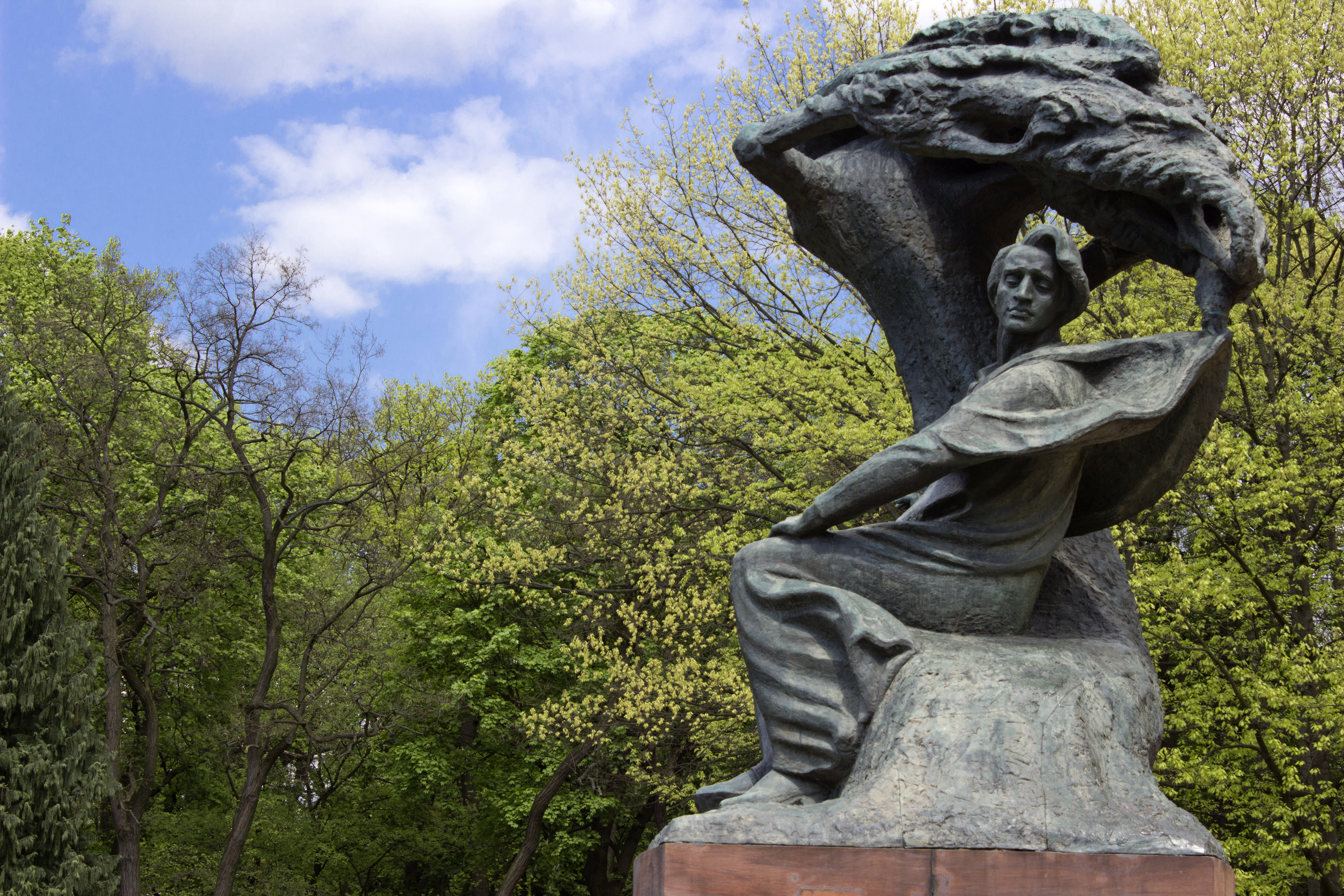
La statue de Chopin.

Juste à côté de l'avenue d'Ujazdów, le parc abrite le monument à Frédéric Chopin. La statue de bronze a été conçue en 1907 par Wacław Szymanowski (en) pour être érigée à l'occasion du centenaire de la naissance de Chopin en 1810, mais son exécution a été retardée par la controverse sur la conception, puis par la Première Guerre mondiale. La statue a finalement été coulée et érigée en 1926. Au cours de la Seconde Guerre mondiale, ce fut le premier monument de Varsovie à avoir été détruit par les Allemands.
Le dimanche, des concerts de piano gratuits sont organisés devant le monument.

## Musée de la chasse et de l'équitation
Le musée de la chasse et de l'équitation (en polonais Muzeum Łowiectwa i Jeździectwa) est situé dans le parc. Le musée a ouvert ses portes en 1983, a accueilli sa première exposition permanente en 1985 et fait désormais partie du musée royal de Łazienki. Il est hébergé dans deux bâtiments historiques. La collection comprend des bois de cerfs montés et des animaux empaillés ainsi que des carrosses et des selles. Le musée célèbre la tradition de la chasse et comprend des œuvres d'art et des expositions qui la mettent en scène. Le musée organise une compétition annuelle depuis 2010 pour tenter de battre le record de saut à cheval de Maria Zandbang (en).

## Bâtiments importants autour du parc

### Le Palais du Belvédère

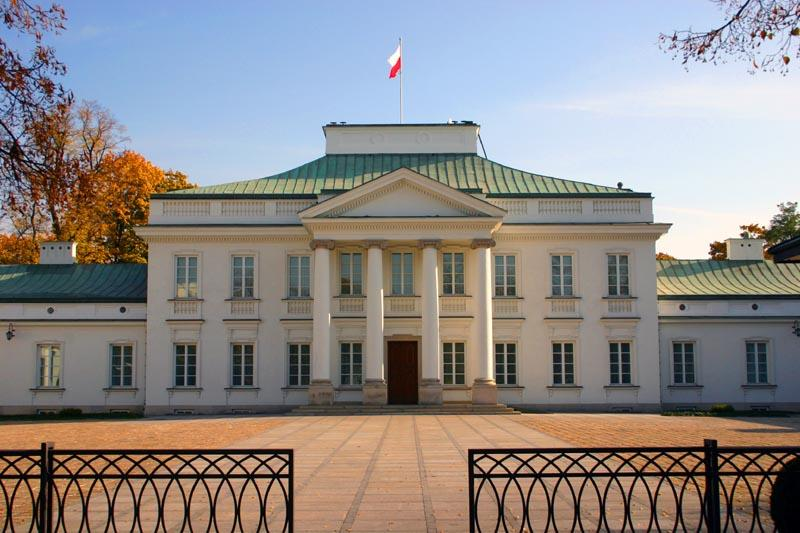
Le palais du Belvédère.

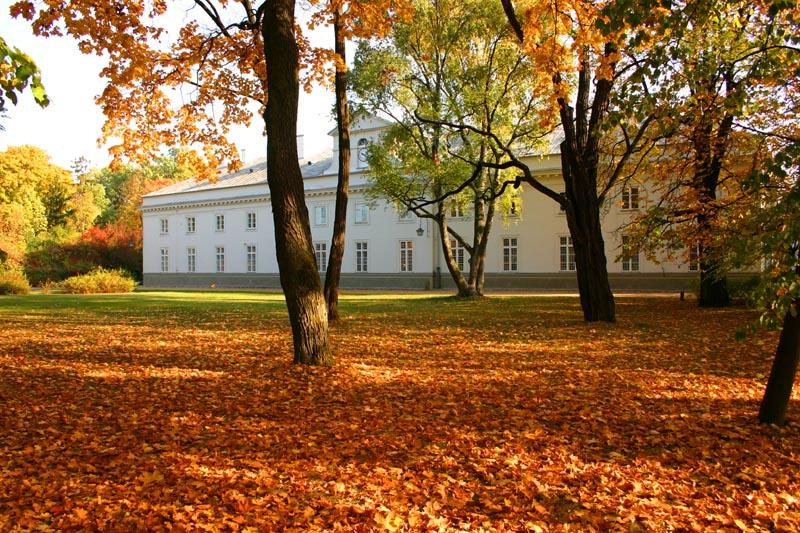
Caserne des élèves-officiers.

Le Palais du Belvédère a été construit en 1659 à partir de la reconstruction d'une structure plus ancienne datant d'environ 1600. C'est Krzysztof Zygmunt Pac (en), le grand chancelier de Lituanie, qui a fait ériger une villa palatiale au bord d'un haut escarpement pour sa femme, Klara Izabella de Lascaris, qui était assistante à la cour de la reine Louise-Marie de Gonzague. En raison de la vue depuis les fenêtres de la villa, elle a été nommée le Belvédère (du latin bellus vedere, littéralement « belle vue »). Dans les années 1730, l'ancien bâtiment a été remplacé par un nouveau bâtiment en brique de forme rectangulaire conçu par l'architecte Józef Fontana (en).
Ayant acheté le Belvédère pour l'ajouter à ses domaines en 1767, Stanislas Auguste l'a utilisé comme quartier d'habitation pour les fonctionnaires et les domestiques et a installé une usine de fabrication de porcelaine dans l'annexe nord.
Le Belvédère a subi une première reconstruction majeure en 1819-1822 lorsque le grand-duc Constantin, vice-roi tsariste de la Pologne, a décidé d'en faire sa résidence. La structure baroque a été remodelée dans le style classique. Deux ailes perpendiculaires d'un étage ont été ajoutées à la coque principale du bâtiment. La façade et le mur du jardin ont été rehaussés de portiques monumentaux à colonnes. Des éléments du décor d'origine ont survécu jusqu'à ce jour à l'intérieur du palais, en particulier dans la salle bleue, connue sous le nom de salle de Pompéi, et dans le salon. De nombreux meubles et autres petits objets historiques ont également survécu. Jusqu'à récemment, le Belvédère était le siège du président de la Pologne.

### Le château d'Ujazdów

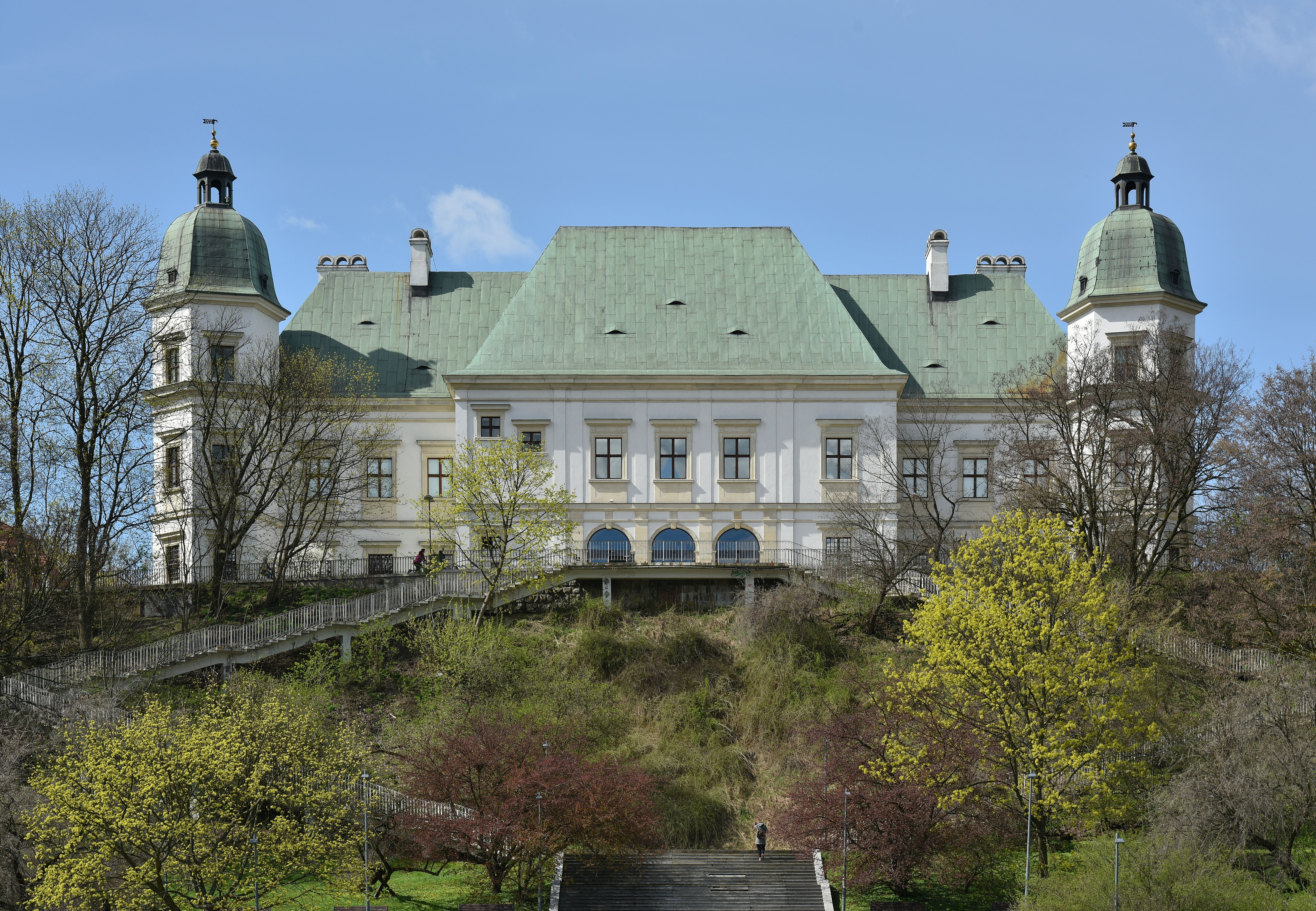
Le château d'Ujazdów.

Le bâtiment actuel du château été construit en 1975 après qu'un incendie, déclenché pendant l'insurrection de Varsovie de 1944, ait détruit la précédente construction en pierre. Des châteaux existent sur le site depuis le XIIIe siècle environ. En 1624, la construction d'un château en pierre a commencé sur ordre du roi Sigismond III Vasa. Il a été remodelé par les propriétaires suivants, Lubomirski et le roi Stanislas Auguste. En 1784, le roi a fait don de la propriété à l'armée polonaise.
Au XVIIIe siècle, le château a été inclus dans l'« axe stanislavien », une ligne de parcs et de palais prévus pour la périphérie sud de Varsovie, rappelant l'axe saxon du centre-ville. Depuis 1981, le château abrite un Centre d'art contemporain.

### L'observatoire astronomique

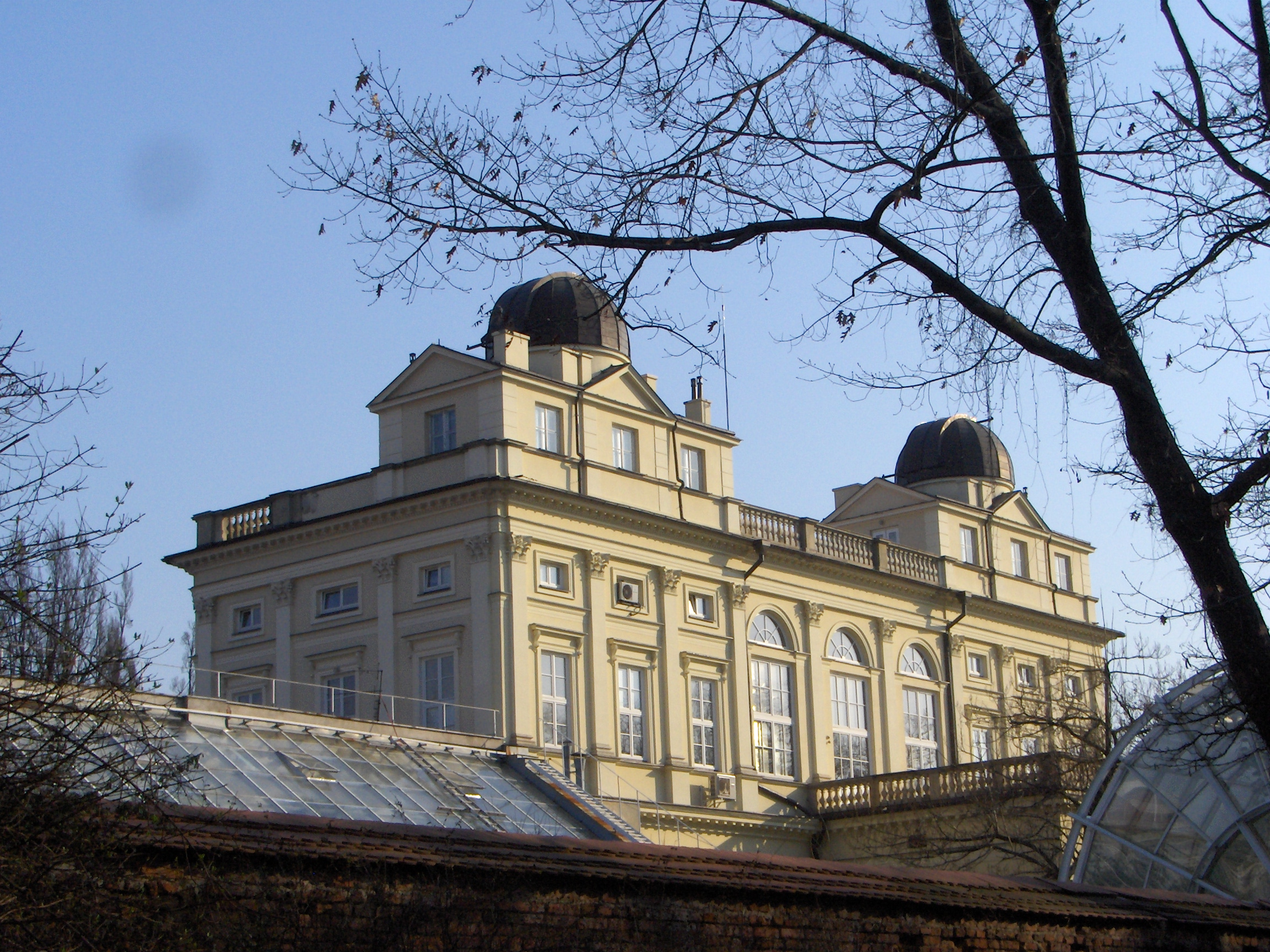
L'observatoire astronomique.

Le long de l'avenue Ujazdów, dans le jardin botanique, se trouve l'observatoire astronomique de l'université de Varsovie. Il a été construit en 1824 dans un style classique tardif par Chrystian Piotr Aigner et Hilary Szpilowski.
Au sud se trouvent les serres du roi, construites vers 1790. On y trouve encore le salon royal, avec une triple entrée, la maison du jardinier, une partie de la remise et la serre proprement dite, où étaient cultivés des figues et des ananas. Le salon, où le roi recevait invités et diplomates, était à l'origine décoré de peintures murales de Jan Jerzy Plersch (en). Ce bâtiment est le seul exemple survivant de ce type d'architecture du XVIIIe siècle à Varsovie. Les serres ont été conçues par Jan Chrystian Kamsetzer.